# 閉鎖病棟
閉鎖病棟（へいさびょうとう）とは、精神科病院で、病棟の出入り口が常時施錠され、病院職員に解錠を依頼しない限り、入院患者や面会者が自由に出入りできないという構造を有する病棟である。
開放病棟でない病棟という意味では、病棟の出入り口が施錠されない時間がおおむね8時間未満、または自由に出入りできない病棟も閉鎖病棟とされることがある。実際は準開放病棟という

## 対象とされる患者
閉鎖病棟への入院患者は、原則として精神保健及び精神障害者福祉に関する法律に基づく措置入院や医療保護入院により、強制入院で病棟入りするものとされている。このため、任意入院の患者は、原則として開放病棟に入室するものとされている。ただ、訪問者に対して不安が強い場合などで特に希望の書面を差し入れた場合は任意入院でも閉鎖病棟への入院が可能である。また、病床数が少ない総合病院の精神科の場合は閉鎖病棟しかないこともあり、その場合は予め患者の同意を得た上で入室することとなる。最近はコロナ禍で普通の病院も入院中に外に出入りが自由に出来なくなり、こちらは俗に門と鍵のない閉鎖病棟と言われている。

## 隔離
精神科入院患者に対する行動制限の一つとして「隔離」がある。隔離とは厚生省告示第129号の定義により「内側から患者本人の意思によっては出ることができない部屋の中へ一人だけ入室させることにより当該患者を他の患者から遮断する行動の制限をいい、12時間を超えるものに限る。」と定められている。隔離の対象となる患者は、主として次のような場合に該当すると認められる患者であり、隔離以外によい代替方法がない場合において行われるものとする。
ア 他の患者との人間関係を著しく損なうおそれがある等、その言動が患者の病状の経過や予後に著しく悪く影響する場合
イ 自殺企図又は自傷行為が切迫している場合
ウ 他の患者に対する暴力行為や著しい迷惑行為、器物破損行為が認められ、他の方法ではこれを防ぎきれない場合
エ 急性精神運動興奮等のため、不穏、多動、爆発性などが目立ち、一般の精神病室では医療又は保護を図ることが著しく困難な場合
オ 身体的合併症を有する患者について、検査及び処置等のため、隔離が必要な場合
隔離は精神保健指定医しか行うことができないと定められており、（12時間を超えない場合は一般の医師でも可能である）あくまで患者の保護や医療を保証するために行うやむを得ない制限であり、制裁や懲罰で行われることは認められていない。
精神科病棟には保護室（または隔離室）と呼ばれる個室がある。保護室は内側にドアノブのない出入口、ベッド、便器といった簡単な構造である。患者がトイレを詰まらせることのないよう、水を流すレバーやボタンは保護室外側の前室にあるか、外側からのスイッチ操作で保護室内部から流せられなくする設定にできるところもある。また保護室の外側には観察室があり、複数の保護室を外側からガラスや鉄格子越しに、患者を観察できるようになっている。また観察室から食事トレイを入れることができる小さな窓が備えてある。
保護室に入室した患者に対しては、医師は少なくとも1日1回の診察が求められ、定期的な観察も必要である。保護室に入院している患者であっても信書の発受の制限・電話や面会を制限することはできない。
2013年、三宅薫は『精神科病院の保護室』に35病院の保護室の写真を掲載し、図を併記して詳細に記載した。掲載した病院の中で、洗面、歯磨きは朝のみ、朝昼、朝昼晩はそれぞれ約30%ずつであり、入浴の頻度は、週2回が25%、週3回が56%であった。

## 学究的知見
反精神医学では、閉鎖病棟の必要性を認めず、閉鎖病棟の存在が精神病者を生み出すとされる。
社会学者ゴッフマンは、刑務所・障害者施設・精神科病院といった「全制的施設」（閉鎖的な入所施設）では、職員と入所者の力関係の差が大きく、入所者は無力化されていくと指摘した。

## 転帰
ドイツでの15年にわたる約35万人の自然観察研究では、自殺企図や失踪に対する閉鎖病棟への隔離は、自殺や失踪のリスクが増加しなかった開放病棟と比較して、それらを防止することができなかった。

## 呼称をめぐって
呼称をめぐっては、1999年に富士急ハイランドに開業したお化け屋敷「戦慄の閉鎖病棟」が、患者の家族団体から申し入れにより、2001年に「戦慄迷宮」に変更されている。
Renegade Kidが開発、日本ではインターチャネル・ホロンが販売を担当したニンテンドーDS専用『DEMENTIUM 閉鎖病棟』が日本精神科病院協会（日精協）から販売差し止めなどを求められていた。抗議文によると「『閉鎖病棟』は精神科病棟として法律上認められた治療環境の名称であり、またゲーム内にも、『統合失調症』『抗精神病薬』等、精神科の病名や薬剤名が使用されている。このようなグロテスクなホラーゲームに精神科の固有名称を用いることは、社会復帰に向け、懸命に治療に取り組んでいる患者様、医療関係者を冒涜し、ひいては精神障害者の方々や、精神科医療に対する差別・偏見を助長する虞があります。 」としている。

## 事件・事故
- 1948年1月5日 - 宮崎県宮崎市の宮崎脳病院の保護室から出火。入院患者33人のうち死者12人[7]。

## 文献
- 『行って見て聞いた 精神科病棟の保護室』2013年 三宅薫著 医学書院 ISBN 978-4-260-01743-5